# Pokrashen
Pokrashen ou Poqrashen (en arménien Փոքրաշեն) est une communauté rurale du marz de Shirak en Arménie. En 2008, elle compte 211 habitants.